# Rothsee
Der Rothsee ist ein Stausee im Lauf der Kleinen Roth im bayerischen Landkreis Roth (Mittelfranken). Mit anderen künstlich angelegten großen Seen in der Umgebung liegt er im Fränkischen Seenland.

## Zweck
Die Talsperre dient als Zwischenspeicher der Donau-Main-Überleitung. Die Hauptsperre wird durch den Main-Donau-Kanal mit Pumpwasser aus Altmühl und Donau beschickt und kann Wasser sowohl über die Kleine Roth in die Roth als auch über den Main-Donau-Kanal in die Schwarzach abgeben. Beide Gewässer münden in die der Regnitz zufließende Rednitz. Während bei Niedrigwasserstand in dieser über ein Kraftwerk Wasser in die Regnitz abgegeben wird, wird aus Kostengründen nur nachts und am Wochenende gepumpt. Der Speicherraum der Sperre ist ausgelegt auf einen Wochenbedarf Niedrigwasseraufhöhung des Main-Donau-Kanals. Der Wasserstand kann gegenüber dem Sommerstauziel um 7 m absinken, jedoch werden davon nur etwa 2 m genutzt.
Die Kleine Roth fließt der Hauptsperre über eine Vorsperre mit weitgehend konstantem Wasserstand zu. Beide Teile des Sees dienen neben ihren wasserwirtschaftlichen Funktionen auch der Naherholung. Während die Stauwurzel des Rothsees im oberen Bereich ein Naturschutzgebiet ist, liegt weiter südöstlich bei der Vorsperre der Badebereich. Die Hauptsperre wird mehr von Surfern und Seglern frequentiert, hat aber auch eine künstliche Badeplattform (Schwimmponton). Ein zweites, das Naturschutzgebiet Nordwestufer der Rothsee-Hauptsperre, liegt am Nordufer der Hauptsperre. Die Schwimmstrecke des jährlich stattfindenden Rothsee-Triathlons liegt im Rothsee.

## Geographie
Der Rothsee liegt rund 28 km südlich von Nürnberg an der Nordflanke der Fränkischen Alb, etwa 2 km unterhalb des Markts Allersberg im Tal der hier nach Südwesten fließenden Kleinen Roth, das er auf 3,7 km Länge ausfüllt. Seine größte Breite von 1,6 km erreicht er erst kurz vor dem Hauptdamm, auf den oberen zwei Dritteln der Länge bleibt die Breite unter 400 m. In unmittelbarer Nähe des Dammes liegt die Staustufe Eckersmühlen des talquerenden Main-Donau-Kanals. Deren Oberwasser liegt über dem höchsten Seespiegel und ihr Unterwasser unter dem niedrigsten. Unterhalb des Sees liegen an der Mündung der westwärts fließenden Kleinen Roth in die Roth der Ort Eckersmühlen und an der Roth die Stadt Roth, die etwa 7 km westnordwestlich vom See entfernt ist. Ungefähr 2 km südlich des Sees liegt die Stadt Hilpoltstein.
Der insgesamt 2,1 km² große Stausee hat eine Uferlänge von 11,9 km. Etwa auf halber Länge teilt bei Roth-Birkach der Vorsperrendamm, über den die Birkacher Hauptstraße verläuft, den See in zwei verschieden große Bereiche, die südwestliche Hauptsperre und die nordöstliche Vorsperre. Die größte Wassertiefe beträgt 15,4 m in der Hauptsperre, 8,5 m in der Vorsperre.

## Geschichte
Planung und Fertigstellung dauerten rund 20 Jahre. Nach dem 1970 erfolgten Beschluss zur Anlage der Seen im heutigen Fränkischen Seenland wurde 1975 der Zweckverband Rothsee gegründet und ab 1978 in den umliegenden Gemeinden die Flur bereinigt. Die Vorsperre wurde zwischen 1985 und 1990, die Hauptsperre zwischen 1985 und 1992 erbaut, die Hauptsperre war im Oktober 1993 voll geflutet. Für den Bau mussten die Bewohner der Orte Hasenbruck und Fischhof umgesiedelt werden.
Wegen eines Bauvorhabens an der Hauptsperre wurde der Rothsee im Herbst 2012 größtenteils abgelassen, im Frühjahr 2013 wieder eingestaut.

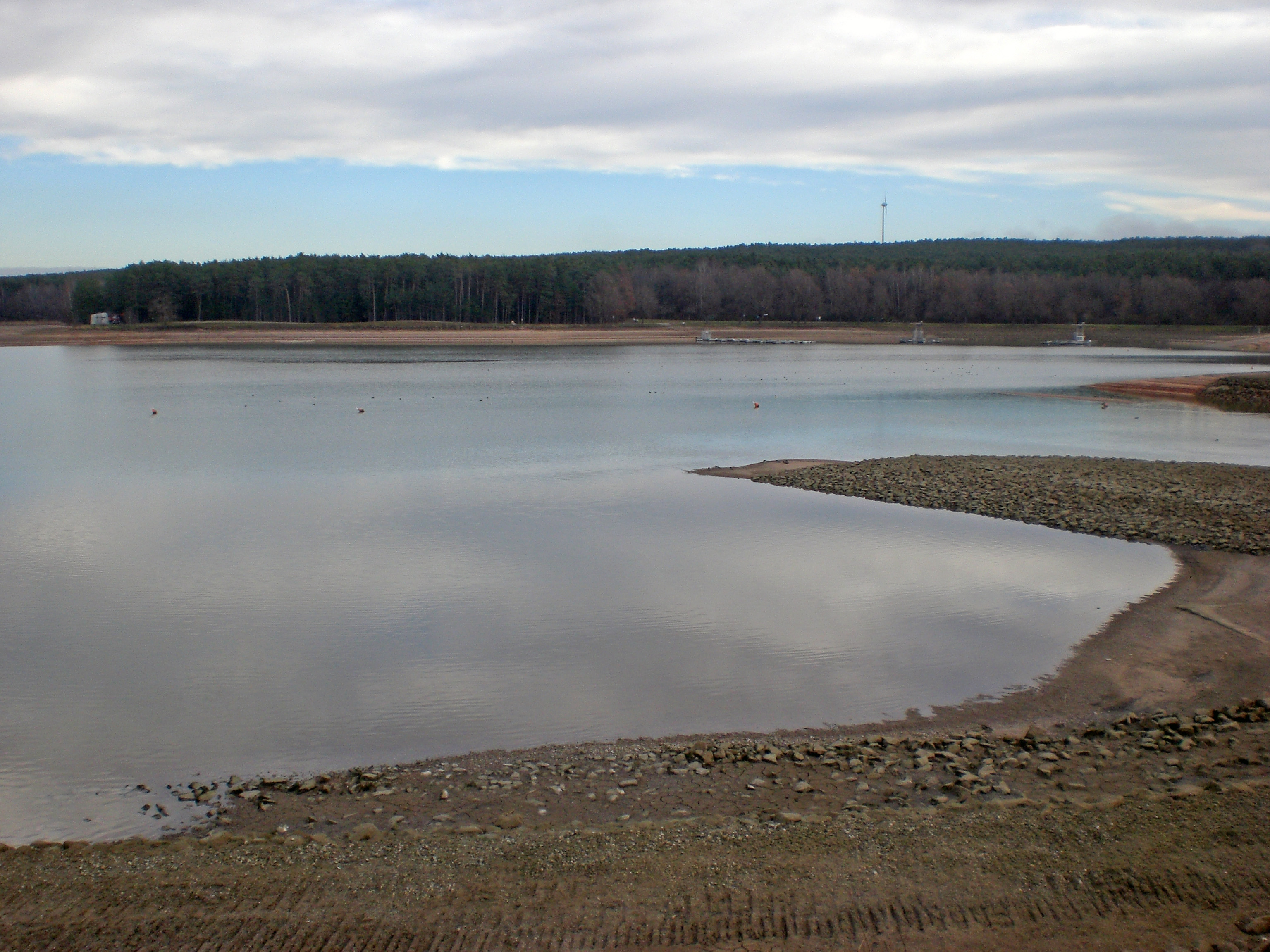
Abgesenkter Rothsee (2023)

Seit den 2010er-Jahren breitet sich die Quagga-Dreikantmuschel als Neozoon im Rothsee stark aus. Um die Population einzudämmen, wird der Wasserpegel jedes Jahr zu Beginn des Winters um etwa fünf Meter gesenkt. Während die heimischen Muschelarten von Freiwilligen ins tiefere Wasser versetzt werden, erfrieren so die Dreikantmuscheln.

## Technik

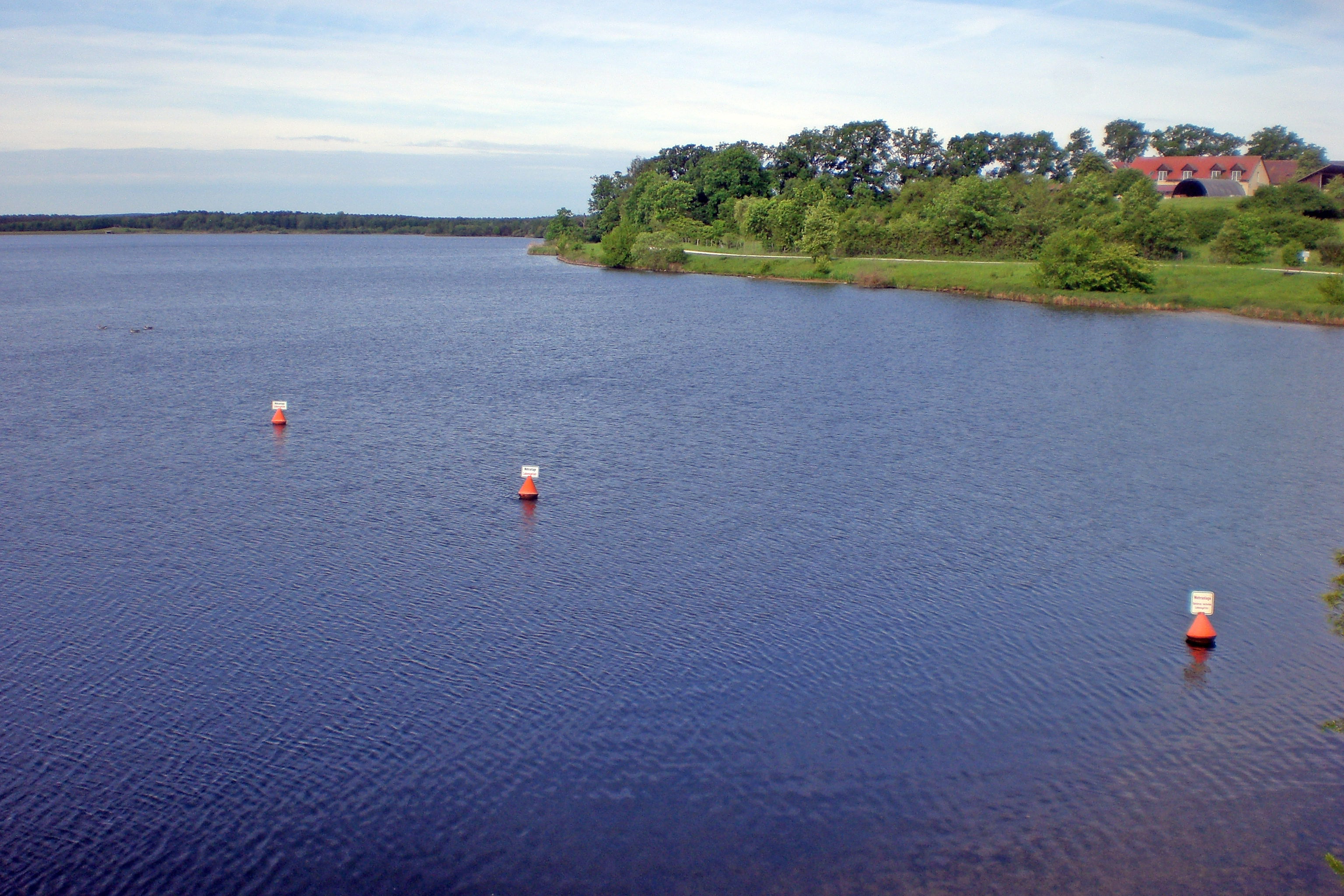
Großer Rothsee (2024)

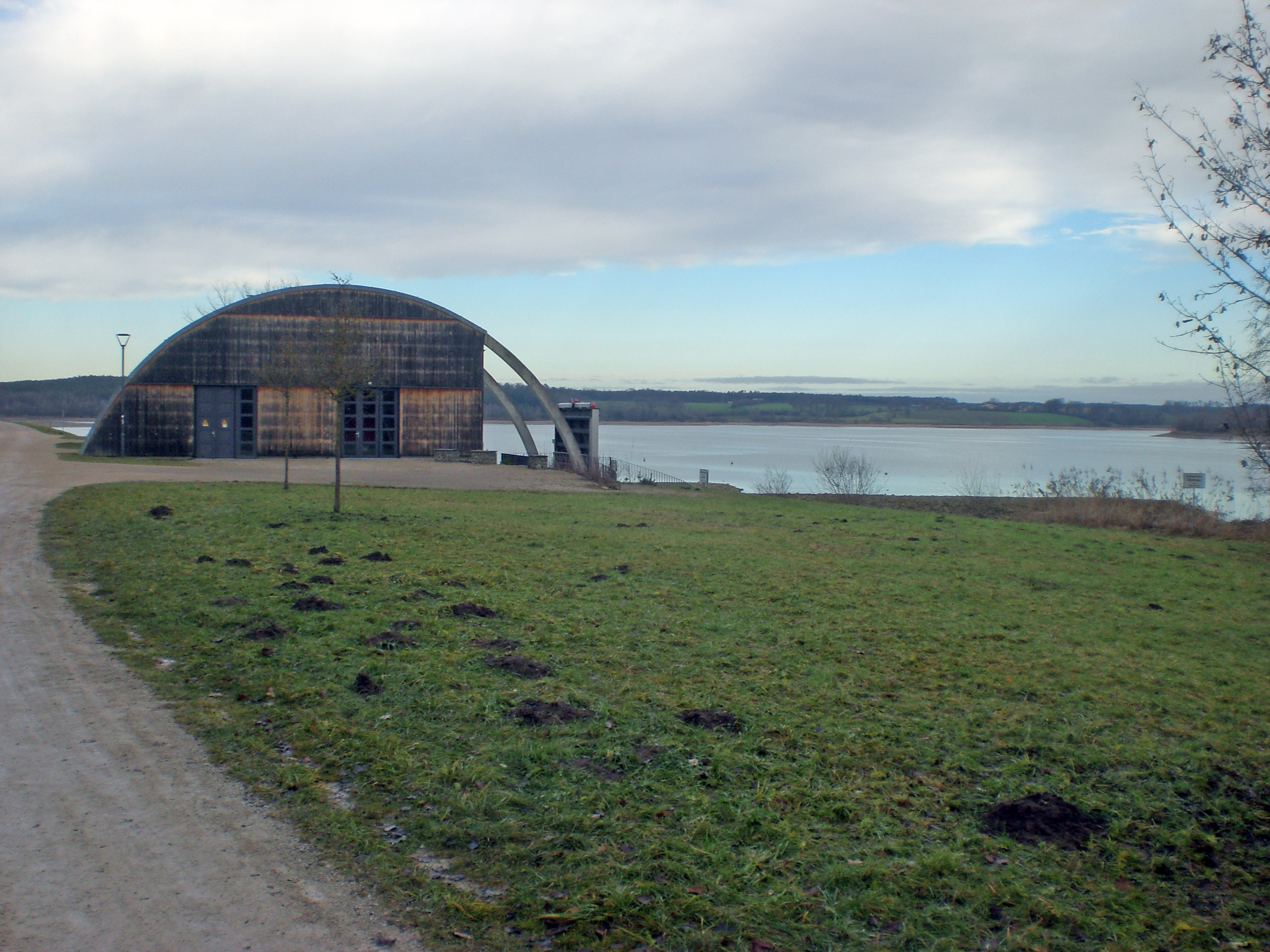
Hauptdamm mit Kraftwerk (2023)

Die Hauptsperre hat einen 1,7 km langen und 16 m hohen Staudamm. Der Hauptdamm besteht aus Erdmaterial mit einer bis zu 45 m breiten Lehm- und Tonzone im Dammkern.
Die Vorsperre hat einen 500 m langen und 11 m hohen Staudamm.
Durch ein Einlaufbauwerk am Hauptdamm fließen aus dem Main-Donau-Kanal maximal 21 m³/s zu, abgegeben werden maximal 15 m³/s Wasser. Das Kraftwerk Rothsee I nutzt das aus dem See abgegebene Wasser für zwei Turbinen: eine Durchströmturbine für maximal 1 m³/s Durchfluss, die bei niedrigen Abflüssen alleine betrieben wird, und eine Rohrturbine für maximal 5 m³/s Durchfluss. Weitere 9 m³/s können bei Bedarf am Kraftwerk vorbeigeleitet werden. Bei einer Fallhöhe von 14,4 m geben die Turbinen eine elektrische Leistung von 122 kW und 628 kW ab. Im Jahr werden im Mittel Energien von 0,6 GWh und 2,1 GWh umgesetzt. Maximal 9 m³/s des Abflusses werden durch einen Düker unter dem Kanal hindurch der Kleinen Roth zugeführt, dem Kanal selbst maximal 6 m³/s zur späteren Ableitung in die Schwarzach.
Im Herbst 2013 wurde das neue Kraftwerk Rothsee II (Koordinaten) in Betrieb genommen, es verwendet das bisher dem See ungenutzt zufließende Überleitungswasser aus dem Main-Donau-Kanal zur Stromerzeugung. Neben der Einmündung des bestehenden Einlaufbauwerkes am Südende des Hauptdammes errichtet, wird es über einen Abzweig aus dem bestehenden Druckkanal versorgt. Mit einer vertikalen Kaplanturbine mit 14 m³/s Durchfluss und einer Fallhöhe von 7,20 m wird eine elektrische Leistung von 898 kW erreicht, die Anlage hat ein Regelarbeitsvermögen von 1,8 GWh pro Jahr.
Im Durchschnitt der Jahre 1994 bis 2008 wurden jährlich 97 Millionen m³ Wasser in den Rothsee übergeleitet, 106 Mio. m³ wurden abgegeben. Die natürlichen Zuflüsse liefern etwa 10 Mio. m³ jährlich.